# Калвизано
Калвиза̀но (на италиански: Calvisano, на източноломбардски: Calvisà, Калвиза) е градче и община в Северна Италия, провинция Бреша, регион Ломбардия. Разположено е на 67 m надморска височина. Населението на общината е 8690 души (към 2013 г.).